# Poienarii de Argeș
Poienarii de Argeș è un comune della Romania di 1 140 abitanti, ubicato nel distretto di Argeș, nella regione storica della Muntenia.
Il comune è formato dall'unione di 5 villaggi: Boncești, Ceaurești, Ioanicești, Poienarii, Tomulești.